# Янаки Кисьов
Янаки Петков Кисьов е български юрист, висш полицай и генерал от полицията и армията.

## Биография
Роден е на 7 април 1897 г. в Елена. На 22 октомври 1917 г. завършва школата за запасни офицери и е произведен в чин запасен офицерски кандидат. Завършва право в Софийския университет и след това специализира в Германия. През 1921 г. открива тютюнева фабрика, която фалира само след година. Жени се за германката Лили Бернер. При завръщането си от Холандия започва работа в Министерството на земеделието. През 1933 г. постъпва в царската полиция като става началник на следствено отделение в криминална полиция. През 1937 г. става началник на криминалната полиция. Същата година на среща на международната криминална полиция е избран за член на Управителния ѝ съвет. През 1941 г. повишен в чин генерал от полицията.
След 9 септември 1944 г. остава началник на криминална полиция и получава званието генерал-майор от армията.. През 1947 г. е свален от поста и поставен под наблюдение от Държавна сигурност. На следващата година е изселен от София в родния си град Елена. През 1950 г. е интерниран в лагера Белене. През 1953 г. е пуснат предсрочно. Живее в София нелегално и умира там на 26 юли 1976 г. Сред успешните действия на Кисьов може да се отличи арестуването на египтянина Хюсейн ел Ненай, известен наркобос през 30-те години.